# Ilmarë
J.R.R. Tolkien történeteiben Ilmarë a maiák urának, Eönwënek a felesége (társa). Neve feltehetőleg a „csillagfény” szó tünde megfelelőjéből származik. Megemlítendő, hogy az Ilmarë név hasonlóságot mutat az Ilmarinen névvel. Ilmarinen a finn Kalevala egy fontos  szereplője, az „öröktől való vasverő”. 
A Valaquentában csak kevés említés történik róla. Mindössze annyi ismert, hogy Ilmarë Eönwë társa, a maiák egyik leghatalmasabbja és Varda szolgálónője.
Tolkien korai elképzeléseiben Ilmarë Manwë és Varda lányaként szerepel, de Tolkien később elvetette a maiák valáktól való származását. Így Ilmarë kisebb hatalmú ainuként, Ilúvatar teremtményeként lépett be Eäba.